# Batu Pahat
Batu Pahat (dawn. Bandar Penggaram) – miasto w Malezji, w stanie Johor, na południowozachodnim wybrzeżu. Leży przy ujściu rzeki Batu Pahat. Jest drugim co do wielkości miastem stanu Johor. Jego powierzchnia wynosi 1878 km².
Miasto słynie z wielu barów, z których najsłynniejszym jest Ach Tiong Bar. Batu Pahat nazywane jest „Małym Paryżem”.